# Monumento a Richard Wagner (Monaco di Baviera)
Il monumento a Richard Wagner è una statua di Monaco di Baviera.

## Descrizione
Si trova in una aiuola lungo la Prinzregentenstraße ovvero il viale del Principe Reggente a Bogenhausen un quartiere di Monaco di Baviera. Si trova esattamente tra il teatro Prinzregententheater e la piscina Prinzregentenstadion.

## Storia
Venne realizzato da Heinrich Waderé e venne inaugurato il 21 maggio 1913, un giorno prima del centenario della nascita del compositore.